# Mazivo

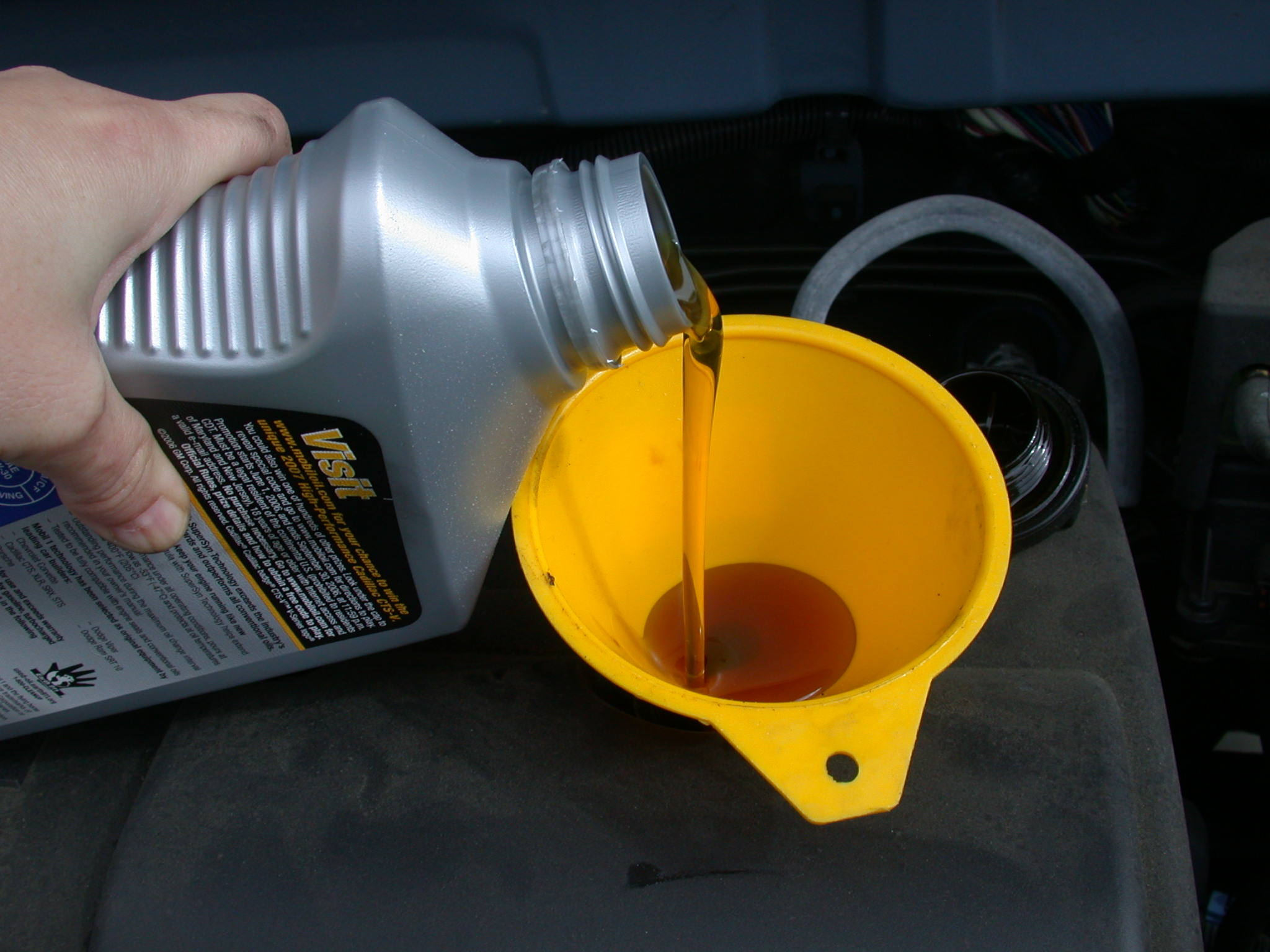
Nalévání motorového oleje do motoru

Mazivo, někdy přejatým slovem lubrikant, je látka (často kapalná) určená k omezení tření mezi dvěma povrchy. Zvyšuje účinnost a omezuje otěr. Může mít i další funkce, například rozpouštění a přenos cizích částic nebo odvod tepla.
Jednou z velkých oblastí použití maziv, ve formě motorového oleje, je mazací a ochranná funkce ve spalovacích motorech motorových vozidel a poháněných strojů.
Maziva typicky obsahují 90 % základového oleje (většinou ropné frakce, tedy minerálního oleje) a do 10 % aditiv. Někdy se jako základové oleje používají také rostlinné oleje nebo syntetické kapaliny, například polyolefiny, estery, silikonové oleje, fluorkarbony a mnoho dalších látek. Aditiva snižují tření a otěr, zvyšují viskozitu, zlepšují viskozitní index, odolnost proti korozi a oxidaci, stárnutí nebo kontaminaci apod.
Někdy (jako v případě použití pro dvoudobé spalovací motory) se maziva přidávají do paliv. Sirné nečistoty v palivech mají také určité mazací vlastnosti, což je potřeba brát v úvahu při přechodu na nízkosirnou naftu. Zlepšení mazacích schopností se dosahuje také přidávání bionafty do nafty.
Kluzná ložiska čerpadel mohou být mazána přepravovanou kapalinou, pokud je zaručeno, že nemá abrazivní účinky. Např. oběhová čerpadla otopných systémů bývají mazána topnou vodou. Zjednodušuje se tím konstrukce čerpadla, které se potom obejde bez ucpávek.

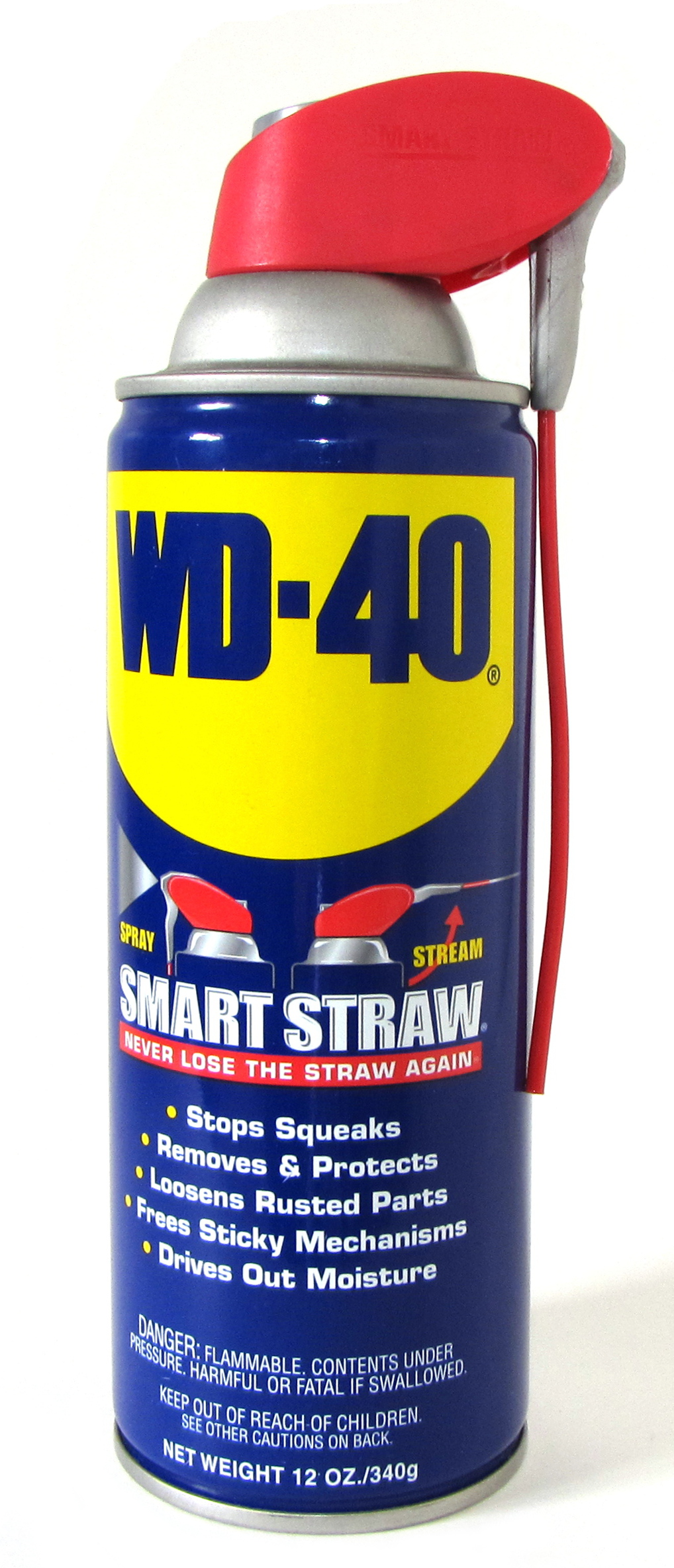
Mazivo (ve spreji)

Mezi nekapalná maziva patří plastická maziva, prášky (suchý grafit, PTFE, disulfid molybdenu, disulfid wolframu apod.), PTFE pásky používané v instalatérství, vzduchový polštář apod. Suchá maziva, například grafit nebo disulfidy kovů, nabízejí mazací schopnosti i při vyšších teplotách (až 350 °C) než kapalná maziva. Určité "mazací" vlastnosti (snížení tření) vykazují kompaktní vrstvy oxidů kovů, ovšem jejich praktické využití zatím nepřipadá v úvahu pro jejich nestabilní podstatu.
Jinou metodou, jak snížit tření a otěr, je použít ložiska, například kuličková, válečková nebo vzduchová, která však sama o sobě vyžadují mazání, případně využití zvuku (akustické mazání).
Kromě průmyslových aplikací mají maziva mnoho dalších použití. Patří mezi ně biomedicínské aplikace (např. mazání umělých kloubů) nebo využití jako osobní lubrikanty pro sexuální účely.